# بوب بارتون
بوب بارتون (بالإنجليزية: Bob Barton)‏ هو لاعب كرة قاعدة أمريكي، ولد في 30 يوليو 1941 في نوروود في الولايات المتحدة، وتوفي في 15 يناير 2018 في فيستا في الولايات المتحدة.

## وصلات خارجية
- بوب بارتون على موقع دوري كرة القاعدة الرئيسي (الإنجليزية)
- بوب بارتون على موقعبيزبول رفرنس.كوم (الدوري الرئيسي) (الإنجليزية)
- بوب بارتون على موقعبيزبول رفرنس.كوم (الدوري الثانوي) (الإنجليزية)
- بوب بارتون على موقع مشجعي الرسوم البيانية (الإنجليزية)